# Denis Waitley
Denis E. Waitley (1933) é um escritor de livros de auto-ajuda, e homem de negócios estadunidense.